# Ясьниковский, Збигнев
Збигнев Ясьниковский (пол. Zbigniew Jaśnikowski; 12 мая 1955, Вроцлав) — польский шахматист, международный мастер (1980).
В составе национальной сборной участник 2-х Олимпиад (1988—1990).

## Изменения рейтинга
| Графики недоступны из-за технических проблем. См. информацию на Фабрикаторе и на mediawiki.org. |